# Kościół Świętego Krzyża w Oborzanach
Kościół Świętego Krzyża w Oborzanach – kościół filialny parafii Świętych Apostołów Piotra i Pawła w Dębnie.

## Opis
Gotycki kościół orientowany, salowy, z ryglową wieżą wyprowadzoną z korpusu.
Wyposażenie w większości XIX-wieczne: drewniane empory organowe i boczne, wsparte na wielobocznych kolumnach; świeczniki oraz krucyfiks z XVIII w. nad ołtarzem.

## Historia
Zbudowany w XIV w. z kamieni polnych, o charakterze obronnym, prawdopodobnie z fundacji templariuszy. Pierwsza wzmianka o istnieniu parafii w Oborzanach pochodzi z 1300 r.; proboszczem był Herman, przełożony klasztoru w Myśliborzu. Wybudowanie kościoła w już XII w. przypisuje się również cystersom. Od XVII w. kościół należał do parafii ewangelickiej w Dębnie. W 1712 r. dobudowano ryglową wieżę, w XIX w. kruchtę. Od 1946 r. kościół filialny parafii rzymskokatolickiej św. Apostołów Piotra i Pawła w Dębnie.
W świątyni znajdował się ołtarz skrzydłowy z 1562 r. z malowidłami Lucasa Cranacha Młodszego, namalowany dla margrabiny Katarzyny Brunszwickiej, który drogą wymiany za dzwony w XIX w. trafił do Oborzan. Po II wojnie światowej ołtarz uznano za zaginiony, został odnaleziony w 2001 r. na strychu kościoła przez regionalistę z Dębna, Lecha Łukasiuka; przekazany do konserwacji, gdzie znajduje się do dziś.